# Siliconenlijm
Siliconenlijm is een lijm gemaakt van silicium en zuurstof (silicoon). De lijmverbinding komt tot stand door water (vocht in de lucht) dat reageert (polymerisatie) met de siliconen.
Wordt het lijmvlak van de lucht afgesloten bijvoorbeeld door te dikke lijm of geen luchtdoorlatende materialen, dan hardt de lijm niet uit. Het water (vocht in de lucht) kan dan niet meer bij de lijm komen. Om dit probleem op te lossen wordt soms een tweecomponenten-siliconenlijm toegepast.
Toepassingsgebieden zijn:
- Constructielijmen (glad, waterafstotend, flexibel, temperatuur en waterbestendig)
- Glas